# Amaroni
Amaroni är en ort och kommun i provinsen Catanzaro i regionen Kalabrien i Italien. Kommunen hade 1 793 invånare (2018).